# Villa rustica (Bollendorf)

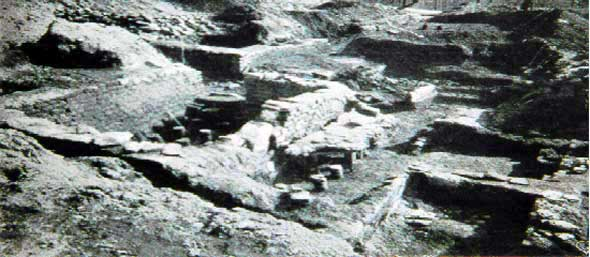
Aufnahme aus der Zeit der Ausgrabung

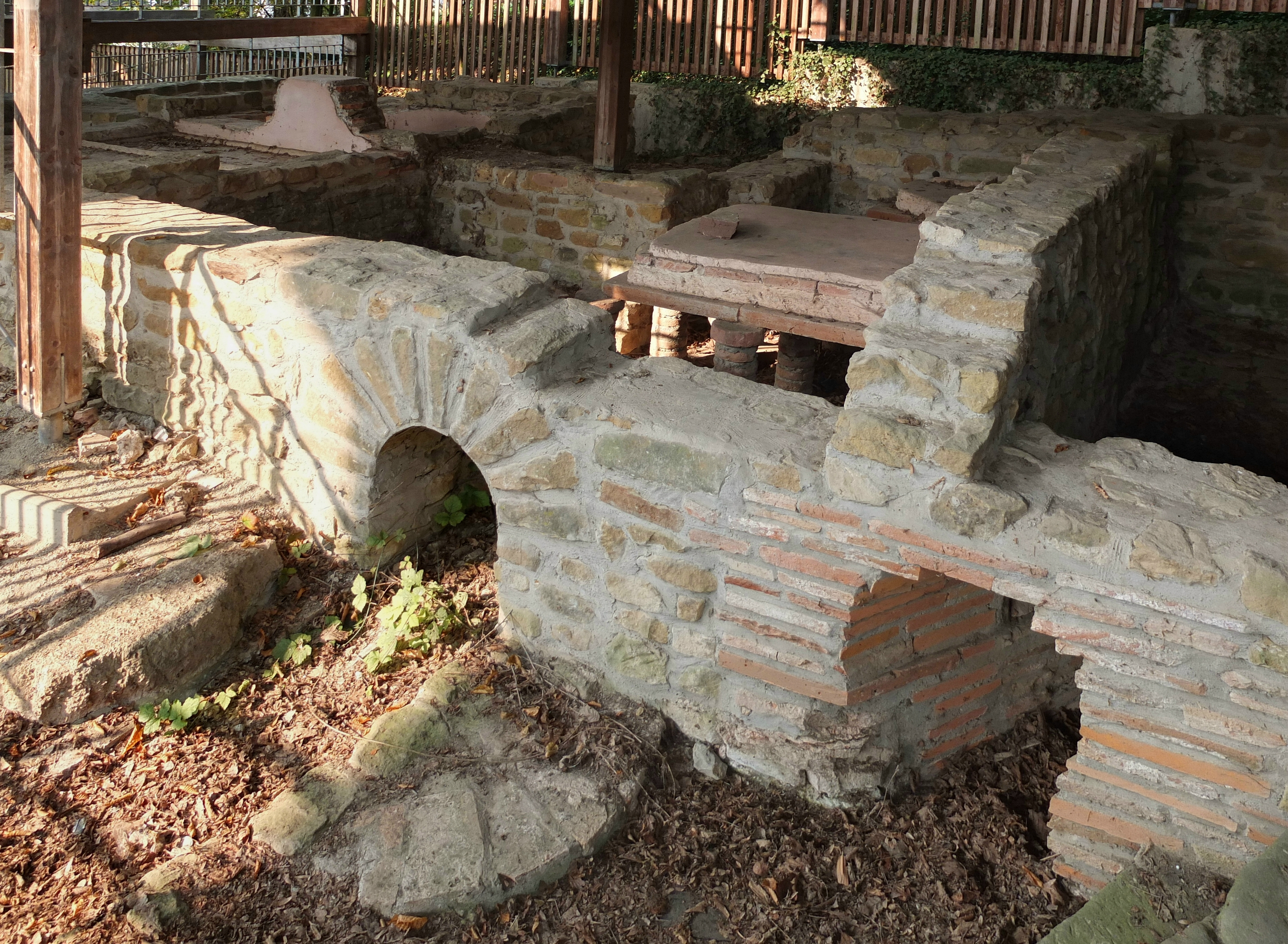
Hypokaustum und Praefurnium

Die Villa rustica (römisches Landgut) war eines von mehreren Bauwerken der Römerzeit in und bei Bollendorf (Rheinland-Pfalz).

## Gebäude
Die Anlage befindet sich oberhalb der heutigen Burg Bollendorf. Sie wurde im zweiten Jahrhundert nach Christus errichtet und bis ins fünfte Jahrhundert genutzt; in dieser Zeit wurden einige Veränderungen vorgenommen. Offenbar wurde die Villa nach einem Brand nicht wieder in Benutzung genommen. Die Anlage besteht aus den Grundmauern eines Haupthauses mit einer Größe von 27 × 23 Metern. Dazu gehörte ein Atrium, das 17 Meter lang und 11 Meter breit war und später überdacht und als weiterer Wohnraum genutzt wurde. Das Haus war mit zwei Risaliten auf der Talseite versehen, zwischen denen sich ein Säulengang mit zentraler Freitreppe befand. Haus und Veranda waren unterkellert. Wirtschaftsräumlichkeiten befanden sich auf der Bergseite des Hauses; außerdem gab es in der nördlichen Ecke an der Rückseite des Hauses ein Zimmer, das durch das Hypokaustum der später an der westlichen Schmalseite eingebauten Badeanlage geheizt werden konnte. Zwischen diesem Zimmer und dem westlichen Risaliten lagen Apodyterium, Frigidarium, Tepidarium und Caldarium; die Befeuerungsmöglichkeit befand sich in der Haupthalle. Der Anbau auf der Nordseite mit den Wirtschaftsräumlichkeiten und Ausgang nach Osten wurde ebenfalls nachträglich angefügt. Im Westen und Norden war die Villa mit einer Traufrinne aus Sandstein versehen. Das Wasser wurde in einem unterirdischen Sickerbecken gesammelt.

## Weitere römische Anlagen in der Umgebung
In Bollendorf befanden sich neben der Villa rustica auch ein Dianadenkmal, ein Schiffergrab, ein Mausoleum, das allerdings einem Hochwasser zum Opfer fiel, sowie eine Verladestelle für den Schiffsverkehr auf der Sura.

## Ausgrabungen und Schutzmaßnahmen
Schon Johann Dahlem, der von 1829 bis 1857 als Pfarrer in Bollendorf wirkte, barg zahlreiche Fundstücke aus römischer Zeit. Bollendorf war einer der ersten Orte, in denen römische Gutshäuser ausgegraben wurden. Villae rusticae, die dem Typus des ab 1907 in Bollendorf ausgegrabenen Gebäudes entsprechen, werden daher mit Typus Bollendorf bezeichnet. Die Ausgrabungen wurden vom Provinzialmuseum Trier und der Römisch-Germanischen Kommission des archäologischen Institutes in Frankfurt in die Wege geleitet und von den Wissenschaftlern Kropatscheck und Ebertz vorgenommen. 1925 wurde die Badeanlage überdacht und das Gelände eingezäunt. Da Bollendorf im Bereich des Westwalls lag und der Ort 1944/45 von den amerikanischen Truppen beschossen wurde, waren im Zweiten Weltkrieg zahlreiche Zerstörungen zu verzeichnen. Auch die Überdachung des Badetrakts fiel den Kampfhandlungen zum Opfer und wurde in den 1990er Jahren ersetzt. Später wurde der Schutzbau noch durch einen Eingangsbau ergänzt, in dem sich Besucher über die Anlage und die gallorömische Geschichte der Umgebung informieren können.

## Denkmalschutz
Das Bodendenkmal „Villa rustica (Bollendorf)“ ist geschützt als eingetragenes Kulturdenkmal im Sinne des Denkmalschutz- und -pflegegesetzes (DSchG) des Landes Rheinland-Pfalz. Nachforschungen und gezieltes Sammeln von Funden sind genehmigungspflichtig, Zufallsfunde an die Denkmalbehörden zu melden.